# 9 Brygada Celna
9 Brygada Celna – jednostka organizacyjna polskich formacji granicznych II Rzeczypospolitej.
W listopadzie 1921 Ministerstwo Spraw Wewnętrznych postanowiło powołać brygady celne. Dowództwo brygady rozmieszczono w Lubawie. Na stanowisko dowódcy brygady powołano płk. Władysława Elianowicza.

## Struktura organizacyjna
- dowództwo brygady[1]
- 29 batalion celny
- 30 batalion celny
- 32 batalion celny
- 34 batalion celny